# 伊藤智也
伊藤 智也（いとう ともや、1963年8月16日 -）は、日本の車椅子陸上アスリート。三重県鈴鹿市出身。ASSA-TC所属。メインスポンサーはJAグループ三重。マネージメントは株式会社オフィス TI-Rが担当している。 座右の銘は「勝って慢らず 負けて僻まず」。

## 概要
会社経営者だった34歳の時に、難病の多発性硬化症を発症し、車いす生活に。翌年から陸上を始め、北京パラリンピックでは400mなどで金メダル、ロンドン大会では3種目で銀メダル。一時、現役を引退したが、2017年復帰。"車いすの鉄人"と言われる。
引退してから現役復帰した件については株式会社RDSの代表を務める杉原行里が深く関わっている。伊藤は、パラリンピックの北京大会で金メダル、ロンドン大会で銀メダルを獲得。杉原と出会った当時は引退後のことであったが、「伊藤さん、走りましょうよ。俺、あなたのマシンを作りますから!」という杉原による後押しもあり、2020年に向けて現役復帰を宣言した。その後、杉原は伊藤を開発ドライバーとして迎え、二人三脚で開発をスタート。誕生したのが、今回発表された車いすレーサー「WF01TR」である。
『WF01TR』を使用する伊藤が、11月7日～15日の期間ドバイで開催されたパラ陸上の世界大会でひとつ大きな結果を出した。T52クラスの1500m、400m、100mと3つの種目でメダルを獲得し、東京パラリンピックの代表に内定した。一度は、引退しながらも東京パラリンピックでのメダルを目指し、現役復帰した56歳の挑戦が、また一歩前に進んだ。そして、この結果は伊藤のメダル獲得ということだけでなく「感覚の数値化」ということの価値を示した結果でもあった。
伊藤の「感覚を数値化」をきっかけに生まれたのが、シミュレーター『SS01』。座った状態で座面に触れる身体形状の3Dデータやハンドリムの回転速度、回転トルク、重心移動など、様々なパーソナルデータを取得できる。このシミュレーターは、スポーツの先行開発によって生まれた技術でもある。
伊藤は、1964年にアジア・日本で初めて開催された1964年東京パラリンピックに続いて、世界初の同都市歴代複数回数開催となる2020年東京パラリンピックに出場するにあたって行われるクラス分けの判定の結果、従来の病気の進行度の改善により、T52からT53という障害の軽いクラスでの出場となったが、予選敗退（最下位）という結果になったが、57秒16という自己ベストタイムを叩き出し、従来のクラスであるT52では、銅メダルの選手を上回る記録を叩き出した。その後のインタビューでは「（序盤省略）今までの修正ですかね、人（他の選手）が前を行くと、絶対追うったると思って、ただ、クラス分けが53に決まった時に、『もう走れないのではないか』という不安が、1番大きかったですけどね、何が友我、『スタートラインに立てて、フィニッシュラインを超える』ことが出来たのかというのは一安心しています。」と語った。

## 略歴
- 1998年、仕事中に多発性硬化症 （MS）を発症。自立歩行が困難になる。入院中に車椅子を注文したが、本人と営業担当が間違って陸上競技用の車椅子を注文してしまったのが競技を始めるきっかけとなる。
- 2002年、障害者スポーツの発展・育成を目的としたNPO法人ゴールドアスリーツ設立をする（競技に専念するため現在はNPOの活動は行っていない）。
- 2004年、アテネパラリンピックに出場するが、転倒、肩の骨を骨折するけがをしてしまう。
- 2005年、プロアスリートに転向。障害者として初めてギリシャマラソン博物館に殿堂入りをはたす。
- 2008年、北京パラリンピックにおいて、男子400m T52と、男子800m T52において金メダルを獲得。400m T52では日本・パラリンピック記録、800m T52においては、予選で世界記録を樹立。
- 2012年、ロンドンパラリンピックにて男子 200m T52をはじめ400m、800mの３種目で銀メダルを獲得。
- 2017年、ロンドンパラリンピック大会終了後に現役引退を表明して競技生活から遠ざかっていたが、8月に2020年東京パラリンピック出場を目指して現役復帰を宣言[6]。
- 2019年、ドバイにて開催された「パラ陸上 世界選手権2019」では400メートルで銀メダルを獲得し、100メートルと1500メートルでも銅を獲得[7]。

## 参考資料
- 近藤, 幹夫 (2008年9月13日). “疾走「生きる実感」、陸上男子400m新記録「金」の伊藤智也”. 読売新聞
- 伊藤, 智也 (2005-01-27). 一秒でも. 伊勢新聞社. ISBN 978-4900457911
- 三重テレビ「とってもワクドキ」2008年10月6日放送分
- ケーブルネット鈴鹿「伊藤智也 北京パラリンピック 特別番組」2008年10月放送
- RDS社が開発した車いすレーサーで偉業達成！57歳の車いす陸上・伊藤智也選手が東京パラリンピックの代表に内定.Edge Line
- 北京の金メダリスト伊藤智也。東京2020へ、現役復帰宣言！.HERO X

## 世界ランキング
- 400m T52 2位（57秒25） 日本記録
- 800m T52 1位（1分52秒31） 世界記録
- マラソン T52 4位（1時間52分36秒）

（2008年10月現在）